# كيلي ستانلي
كيلي ستانلي (بالإنجليزية: Kelli Stanley)‏ (1964)؛ روائية أمريكية. درست في جامعة سان فرانسيسكو الحكومية.